# Route nationale 928 (Belgique)
Pour les articles homonymes, voir Route 928.
 (avril 2020).
Si vous disposez d'ouvrages ou d'articles de référence ou si vous connaissez des sites web de qualité traitant du thème abordé ici, merci de compléter l'article en donnant les références utiles à sa vérifiabilité et en les liant à la section « Notes et références ».
La route nationale 928 est une route nationale de Belgique de 12,6 kilomètres qui relie Floreffe à Burnot via Bois-de-Villers

## Description du tracé

### Communes sur le parcours
- Région wallonne
  -  Province de Namur
    - Floreffe
    - Sovimont (Floreffe)
    - Bûzet (Floreffe)
    - Bois-de-Villers
    - Arbre (Profondeville)
    - Burnot (Profondeville)